# Le Mont Saint Michel (vêtements)
Pour les articles homonymes, voir Mont Saint-Michel (homonymie).
Le Mont Saint Michel est une marque française de vêtement, spécialisée dans le vêtement de travail et la maille.

## Histoire
En 1913 naît la marque de vêtements de travail Le Mont Saint Michel, créée par la famille Ariès. L’atelier se trouve alors à Pontorson, à quelques kilomètres de la célèbre abbaye normande, d’où provient le nom de la marque. Leur veste de travail habille durant la première moitié du XXe siècle les paysans et artisans du Grand Ouest français, et devient ainsi une icône du patrimoine français du vêtement de travail.
La marque se distingue depuis sa création par la qualité et la longévité de ses vêtements, comme en témoignent les slogans de l’époque : « Méfiez-vous des imitations ! », « Trois fois plus d’usage », ou « Les meilleurs vêtements ».
C’est l'une des rares enseignes à bénéficier de publicités peintes sur les pignons de maisons, notamment en Bretagne ; plus de 1000 murs sont peints au milieu du siècle. Le logo jaune de la silhouette du Mont-Saint-Michel obtient sa notoriété. 
La famille Ariès est contrainte de déposer le bilan et la société Le Mont Saint Michel ferme ses portes à la fin des années 1970, la marque restera inutilisée pendant presque 20 ans avant d'être achetée en 1998 par Alexandre Milan
Les vêtements fabriqués sous ce label, au XXe siècle sont devenus recherchés par les collectionneurs et les connaisseurs. Depuis le rachat à l'aube du XXIe siècle, l'entreprise collecte des pièces d'archives, publicitaires ou vestimentaires.

## Aujourd'hui
La reprise de la marque par Alexandre Milan en 1998 signe un nouveau tournant et l’apport d’un nouveau savoir-faire , celui de la maille, héritage familial de quatre générations. Sa famille avait en effet créé en 1919 les Tricotages de l’Aa, une usine de maille qui a produit tout au long du XXe siècle pour les plus grands noms de la distribution et de la mode : comme Agnès b, Gérard Darel, etc. Alexandre Milan sera lui-même formé par sa famille au dessin de la maille comme aux différentes techniques textiles. Après avoir été placé en redressement judiciaire en 2000, la société Tricotages de l'Aa, basée à Louvigné-du-Désert en Ille-et-Vilaine est mise en liquidation judiciaire le 20 février 2002.   
Les 125 salariés sont  tous licenciés alors que l'entreprise s'était déjà séparée de 86 personnes au cours des précédents mois.   
Dès le milieu des années 2000, la marque Le mont Saint Michel reprend tout en restant fidèle à son héritage : les solides vêtements de travail créés lors de la naissance de la marque, en 1913, sont toujours fabriqués presque à l’identique ; mais celle-ci s'oriente surtout vers des vêtements plus quotidiens, plus liés à la mode. Des collaborations ponctuelles avec d'autres marques sont établies.
La marque est exploitée par la société Trade & Factory et la production s'effectue majoritairement en France.